# Aglaurèon
Aglaurèon (grec antic: Ἀγλαύρειον) o Santuari d'Aglauros era el lloc de culte dedicat a Aglauros (o Agraulos), situat en el vessant de l'Acròpoli d'Atenes.
Era un petit santuari dedicat a la filla de Cècrops I, el primer rei mític de l'Àtica.